# L'últim vol del Baró Roig
L'últim vol del Baró Roig  (títol original en anglès: Von Richthofen and Brown) és una pel·lícula estatunidenca dirigida per Roger Corman, del 1971. Ha estat doblada al català.

## Argument
El 1916, a la França ocupada, el baró Manfred von Richthofen, anomenat «el Baró Roig», és al capdavant d'una esquadrilla de caça alemanya i és enfront del seu rival, l'as canadenc Roy Brown.

## Repartiment
- John Phillip Law: Baron Manfred von Richthofen
- Don Stroud: Roy Brown
- Barry Primus: Hermann Göring
- Corin Redgrave: Major Lanoe Hawker VC
- Karen Ericson: Ilse
- Hurd Hatfield: Anthony Fokker
- Stephen McHattie: Werner Voss
- Brian Foley: Lothar von Richthofen
- Robert La Tourneaux: Ernst Udet
- Peter Masterson: Major Oswald Boelcke
- Clint Kimbrough: Major von Höppner
- Tom Adams: Owen
- Ferdy Mayne: pare de Richthofen
- Shane Briant: Pilot alemany